# Edward Albee
Edward Franklin Albee (Washington DC, 12 de març de 1928 - 16 de setembre de 2016) fou un dramaturg estatunidenc. Dues de les seves primeres obres: The Zoo Story ("La història del Zoo"), Qui té por de Virginia Woof? van arribar a tenir un gran ressò internacional i encara avui no paren de representar-se.
La seva escriptura es considera sovint com un examen indiferent de la condició humana moderna. Els seus primers treballs reflecteixen un domini del Teatre de l'absurd, corrent que va trobar el seu punt culminant amb dramaturgs europeus com Jean Genet, Samuel Beckett o Eugène Ionesco. Més endavant va desenvolupar una teatralitat audaciosa amb diàlegs incisius que van ajudar a reinventar el teatre americà de la postguerra fins als primers anys 1960. La voluntat d'Albee en fer evolucionar la seva via, tal com es posa de manifest en produccions més tardanes, l'ha seguit diferenciant dels altres dramaturgs americans de la seva generació. El 2005 va rebre el Premi Tony Especial.
Entre altres guardons ha rebut tres cops el Premi Pulitzer de Teatre: 1967 per A Delicate Balance, 1975 per Seascape i 1994 per Three Tall Women.
Darrerament, l'actor i director català Josep Maria Pou ha dut a l'escena una de les seves últimes creacions (2002) La cabra o qui és Sylvia?

## Obra dramàtica
- The Zoo Story (1958)
- The Death of Bessie Smith (1959)
- The Sandbox (1959)
- Fam and Yam (1959)
- The Suajman Aids (1959)
- The American Dream (1960)
- Who's Afraid of Virginia Woolf? (1961-62)
- The Ballad of the Sad Cafe (1963)
- Tiny Alice (1964)
- A Delicate Balance (1966)
- Box and Quotations From Chairman Mao Tse-Tung (1968)
- All Over (1971)
- Seascape (1974)
- Counting the Ways (1976)
- The Lady From Dubuque (1977-79)
- The Man Who Had Three Arms (1981)
- Finding the Sun (1982)
- Marriage Play (1986-87)
- Three Tall Women (1990-91)
- The Play About the Baby (1996)
- The Goat or Who is Sylvia? (2000)
- Occupant (2001)
- Knock! Knock! Who's There!? (2003)
- Me Myself & I (2007)

## Traduccions al català
- Qui té por de Virginia Woof? (Who's Afraid of Virginia Woolf?). Traducció de Jordi Arbonès
- La cabra o Qui és Sylvia?